# Csendélet rájával
A Csendélet rájával Chaim Soutine festménye, amely a New York-i Metropolitan Művészeti Múzeum gyűjteményének része.

## Keletkezése
A szokatlan, felkavaró kép Jean-Siméon Chardin francia festő Rája című, 1725–1726-ben festett alkotásának adaptációja. Soutine a hal véres belsőségeit egy mosolygónak tűnő, szinte emberi szájjal párosította. A festő könnyed ecsetvonásokkal teremtette meg a belek sima felületét. A kép 81,3 × 100 centiméteres, 1924-ben keletkezett. A festményt a New York-i Perls házaspár ajándékozta a Metropolitan Művészeti Múzeumnak 1997-ben.